# Paus Pius IV
Paus Pius IV, geboren als Giovanni Angelo Medici (Milaan, 31 maart 1499 - Rome, 9 december 1565) was paus van 1559 tot aan zijn dood.
Hij kwam uit een eenvoudige familie uit Milaan en was geen dichte familie van de machtige Medici's uit Florence.
Nadat hij rechten gestudeerd had in Bologna, en een zekere reputatie als jurist had gevestigd, vertrok hij in 1527 naar Rome, waar hij een gunsteling werd van paus Paulus III. Medici kreeg het bestuur over verschillende steden, werd aartsbisschop van Ragusa, en in 1549 kardinaal. Tijdens het conclaaf van 1559 werd hij gekozen tot paus, als opvolger van paus Paulus IV, die zich aan het einde van zijn pontificaat geconfronteerd had gezien met allerlei opstanden in de stad. Pius' eerste daad na zijn installatie in januari 1560 was het verlenen van gratie aan de gevangen oproerkraaiers. Pius IV maakte Carolus Borromaeus tot zijn naaste medewerker.
Op zijn instigatie werd in 1562 het Concilie van Trente, dat onder paus Julius III geschorst werd, heropend. Door zijn grote juridische en diplomatieke gaven werd het Concilie succesvol afgerond in 1563.
In 1564 daagde hij Johanna van Albret, koningin van Navarra voor de Inquisitie, omdat deze zich bij het calvinisme had aangesloten. Deze dagvaarding trok hij weer in, tot grote verontwaardiging van onder meer koning Karel IX van Frankrijk.
Pius IV had een groot aandeel in de fortificatie van de Pauselijke Staat.
Cursief: tegenpaus